# Tubthumper
Tubthumper – pochodzący z 1997 roku album brytyjskiej anarchopunkowej grupy Chumbawamba. Płyta była promowana przez singel Tubthumping.
Utwór Mary Mary w specjalnie przygotowanej wersji Stigmatic Mix, został wykorzystany w ścieżce dźwiękowej do filmu Ruperta Wainwright'a – Stygmaty z 1999 roku. Tubthumping pojawił się w grze komputerowej World Cup 98 jako intro.

## Lista utworów
1. Tubthumping – 3:32
2. Amnesia – 4:08
3. Drip, Drip, Drip – 5:08
4. The Big Issue – 4:37
5. The Good Ship Lifestyle – 5:13
6. One by One – 5:45
7. Outsider – 4:08
8. Creepy Crawling – 4:03
9. Mary, Mary – 4:58
10. Small Town – 3:13
11. I Want More – 4:01
12. Scapegoat – 5:07